# مور في أوتيسي
مور في أوتيسي (بالتركية: Mor ve Ötesi)‏ هي فرقة روك بديل تركية تأسست في سنة 1995 في اسطنبول. تتكون من أربعة أشخاص وهم هارون تكين وكرم كاباداي وبراق جوفين وكرم أوزيجين. مثلت هذه الفرقة تركيا في مسابقة الأغنية الأوروبية في سنة 2008.